# Jesus Varela
Jesus Yu Varela (ur. 18 grudnia 1927 w Bacolod, zm. 23 lutego 2018 w Pasay) – filipiński duchowny katolicki, biskup pomocniczy Zamboanga 1967–1971, biskup diecezjalny Ozamiz 1971–1980 i Sorsogon 1980–2003.

## Życiorys
Święcenia kapłańskie otrzymał 17 marca 1956.
28 marca 1967 papież Paweł VI mianował go biskupem pomocniczym Zamboanga, ze stolicą tytularną Tatilti. 30 kwietnia tego samego roku z rąk arcybiskupa Teopisto Alberto przyjął sakrę biskupią. 17 lutego 1971 mianowany biskupem diecezjalnym Ozamiz, a 27 listopada 1980 biskupem diecezjalnym Sorsogon. 16 kwietnia 2003, ze względu na wiek, złożył rezygnację z zajmowanej funkcji na ręce papieża Jana Pawła II.
Zmarł 23 lutego 2018.